# Iunmin
Iunmin, scritto anche Yunmin, Iuenmin o Minuen, (fl. XXVI secolo a.C.), è stato un visir della IV dinastia egizia.
Fu probabilmente figlio di Chefren. Ricoprì il ruolo di visir verso la fine della dinastia, forse durante il regno del fratello Micerino.

## Tomba
La tomba di Iunmin è nota come G 8080 (= LG 92), ed è situata nel Campo Centrale, nella necropoli di Giza. Il nome della moglie, Khamerernebti, è scritto all'interno della tomba. L'architrave presente all'entrata della tomba contiene nome e titolo di Iunmin.
La tomba fu scavata nella roccia del versante occidentale, mentre cappella e facciata erano fatte di calcare. La sala d'entrata si apre a destra in una piccola anticamera contenente due finte porte su cui non appaiono scritte. Davanti alle false porte si trovano due pozzi funerari (1547 e 1632).
Dalla sala d'entrata si può proseguire fino a raggiungere l'ingresso della cappella esterna. A sinistra della cappella esterna c'è un passaggio che porta ad un serdab che potrebbe aver contenuto statue in legno, dato che sono stati trovati sedimenti lignei. Nel pavimento era scavato un altro pozzo (1551).
Dalla cappella esterna, una porta conduce a quella interna, che contiene due colonne. A sinistra si trova una camera con un altro pozzo funerario (1550), mentre a destra c'è una stanza con un tavolo per le offerte. Dietro le colonne si trova un'altra piccola stanza con altri due pozzi (1549 e 1687).

### Ornamenti
La sala colonnata contiene una scena che raffigura Iunmin e la moglie Khamerenebty davanti ad un tavolo da offerte. Iunmin viene definito principe ereditario, capo della giustizia e visir, più grande dei cinque del tempio di Thot, e Figlio del Re.

### Pozzi funerari
- 1547 - Il pozzo si apre su una camera funeraria contenente un sarcofago di calcare bianco. Il sarcofago era vuoto.
- 1632 - Il pozzo si apre su una camera funeraria. Dal suo pavimento era stata scavato un clocco coperto di calcare, da utilizzare come coperchio per il sarcofago. La camera era vuota.
- 1550 - Il pozzo si apre su una camera funeraria con il sarcofago scavato nel pavimento. La terra nel pozzo conteneva ossa decomposte.
- 1551 - Il pozzo si apre su una semplice camera scavata nella roccia. Non vi si è trovato nulla.
- 1549 - Il pozzo si apre su una camera funeraria vuota.
- 1687 - Il pozzo si apre su una semplice camera funeraria. Nella camera sono state trovate ossa umane.[3]